# 日帰りクエスト
『日帰りクエスト』（ひがえりくえすと）は、神坂一による日本のライトノベル。イラストは鈴木雅久。角川スニーカー文庫刊行。全4巻。神坂の代表作であるスレイヤーズと同様に全巻タイトルが異なり、『日帰りクエスト』シリーズとなる。南天佑によりコミカライズされる。

## ストーリー
女子高生の村瀬 栄理―エリは突然、異世界の魔道士―レックスによってファンタジーな剣と魔法の世界の一国家―ファインネル王国に召喚される。今までのうんざりする日常から解放されるRPG張りの冒険の始まりだと喜んだのも束の間、レックスに召喚された理由が助っ人の依頼ではなく、「どうでもいい当たり障りのない奴を喚んでみての様子見」のお試しでしかなくエリはすぐに帰されるのだと告げられ、憤慨する。そこでエリは舌先三寸と阿漕な恫喝を駆使し、休日の暇潰し目的で毎週日曜日の午前10時に召喚する事をレックスに約束させる。しかし一見平和に見えたファインネル王国はギオラム・バスカーと呼ばれる竜人族に乗っ取られており、ギオラムによる人間狩りや奴隷扱い等で人間達が日々搾取され、存亡の危機を迎えていたのだった。エリの活躍によりギオラム達の拠点「白翼の塔」を陥落させる事ができたが、そのためエリは高い魔力を持つギオラムのベヅァーの恨みを買ってしまう。人間を容赦無く殺戮するベヅァーとの死闘の末、人間とギオラムの関係の行く末は…。

## 登場人物

### 主人公
エリ / 村瀬 栄理（むらせ えり）
主人公。現代日本の高校2年生。家族は父・母・弟の晃（コミカライズ番外編のすぺしゃるのみ登場）。
ファインネル王国の苦境を憂慮したレックスにより、異世界に助力を求める際のサンプルとして情報収集の為だけに偶然選出される。しかし手持ちのデジタル腕時計と口八丁を駆使し、毎週日曜日の午前10時から夕方までの数時間限定の異世界トラベラーにまんまと収まってしまう。
性格は短気で見栄っ張り、食い意地が張っていて口が悪く、気が強い。しかし弁が立ち、観察眼・機転・悪運の強さ・手持ちの現代用品で、クルーガー達ゲリラ軍の危機を幾度となく救う事になる。だが一部ではその功績やイメージ戦略から救国の賢者として英雄視されているものの、近隣のバザールでは知らぬ者のないトラブルメーカーで有名でもある。身体能力は勿論、容姿も日本人女子としては平均的なものだが（ただ、鈴木雅久氏のイラストではかなりスタイルが良く描かれている）、異世界では黒い髪・黒い瞳が希少なので（異世界人に黒髪・黒い瞳の者がいないわけではない）、レックスに貰った会話イメージ伝達魔法具のサークレットと共に、ファインネル界隈での彼女のトレードマークとなっている。
母の唱える学歴第一・学業最優先という主張に納得が出来ず、反発して高校からは寮生活を送っている為、偶の長期休みに実家へ帰って母と顔を合わせるのには辟易している。
成績は高校の抜き打ちテストで20点台を取るなどかなり悪い方だが、現代知識や異世界人の常識では考えられない行動を実行する事からラーディーからは「実は王族や賢者なのでは」と誤解されている。
クルーガー王子に現代世界から塩と香辛料の買い付けを頼まれ、異世界で金貨と交換しているため異世界ではかなりの大金を得ている。一度現代世界で実家が質屋の友人に換金を頼んでいるが、毎回「拾った」事にする訳にもいかず現代世界での換金はそれ以降諦めている。

### ファインネル王国（人間）
異世界でいう2年前に王城が突如ギオラムの襲撃を受け、君主―ドゥルーガー王や騎士団が殺害されて全面降伏して以降、ギオラムに一方的に搾取されている。一部の重臣と落ち延びたクルーガー王子が再起を呼び掛けるものの、ギオラムの圧倒的な力を前に為す術もなく陥落し、小国であったが故に近隣国の援助も見込めない王家に対して国民の目は冷たい。現在はクルーガー王子を筆頭とした王国首脳陣の生き残りがなんとかゲリラ軍を結集し、街々に潜伏して王国奪還のチャンスをうかがっている。しかしギオラムを恐れて商隊が寄り付かず、塩や香辛料等の物資にも事欠く、恐怖と困窮が隣合わせの生活を国民は日々余儀なくされている。
クルーガー＝ゼス＝ファインネル王子
ファインネル王国の第二十五代王位継承者。ギオラムの急襲によって父王を始め多くの近親者を亡くしており、王としての即位も後回しで、領地奪還・王国復興の悲願を胸にギオラム占領軍と戦っている。
金髪碧眼の美青年で剣の腕も立つ生え抜きの王族という世間知らずの為、傲慢な物言いはある。が、ギオラムとエリによって辛酸を嘗めさせられた経験から、柔軟な思考や広い視野、忍耐・寛容さ・自分の知らなかった国民達の生活を知り、治世者として大きく成長していく。エリに対しても、当初は物見遊山の姿勢に大いに反発していたが、塩と香辛料の買い付けを頼んだのを期に訪問を許可。その知性や考え方に触れる内に少しずつ見方を変え、意識するようになってゆく。
エリに対する好意は周りからは「今まで周りにいなかったタイプだから」と思われていたが、本人は至って本気で、プロポーズのつもりで「こちらの世界（異世界）に来るつもりはないか」とエリに告白するがエリの性格を失念しており、ロッドウェルから「自分と結婚することで、“エリが国の王妃になる”という事実」を指摘されて深く悩むこととなる。
レックス / レキサンドラ
ファインネル王国の魔道士。その気弱さからエリの召喚時に付け込まれ、すっかり尻に敷かれて面倒見役を押し付けられてしまう。王城陥落時に多くの臣下が戦死して人手不足なゲリラ軍であるとはいえ、青年ながら首脳部に加えられる程に、魔道士としても参謀としても優秀な逸材。だが生来小心者であった事に加えて王城での惨劇がトラウマとなってしまい、戦時やギオラムを前にすると硬直して動けなくなっていたが、エリの影響と白翼の塔での初戦を経て、少しずつ自分の臆病さを克服してゆく。しかし最初の刷り込みからかエリには終始逆らえない。誰に対しても敬語の低姿勢で、パニックするといつも逃げ腰。
腰まであるブルネットのウェーブヘアで、常にローブ姿。額にはエリと同じサークレットを常用している。
ロッドゥェル将軍 / テリウス＝フォン＝ロッドゥェル
ファインネル王国古参の将軍。老体ながら剣術にも魔道にも長けた、クルーガーとレックスの師で、幕僚内では一目置かれている重鎮。策士ではあるが立場に反した気さくさ・柔軟さ・茶目っ気も備えた人物で、好々爺として時に皆をからかい、助言し、エリの影響力も敏感に察知している。戦時は、将軍職にありながら先頭に立って剣を揮い、強敵と切り結ぶ事に些細な喜びを感じる根っからの剣士。
バイザー親衛隊長
ファインネル王国の親衛隊長。エリは勿論、エリに感化されて羽目を外しがちになって来たクルーガーとレックス、マイペースなロッドゥェルのお目付け・説教役でとにかく口煩い壮年男性。初手からエリの無遠慮な物言いにも高圧的に対応した事で、エリ（更にエリを召喚した事でレックスにも）には顔を合わせれば嫌味を浴びせるようになる。実は美人に弱く、幻術で変身して人間の街に紛れ込んで来たラーディーに一目惚れするが、日頃の仕返しとばかりにエリとレックスが首脳陣に広めた事で周知と化しているので、何かと皆のからかいネタにされている。
がっしりとした長身の短髪に髭面で、如何にも無骨な叩き上げの軍人。クルーガーや王国の将来を真摯に案じる忠義の士だが、堅物過ぎるきらいがあり、当のクルーガーに鬱陶しがられる事もしばしば。

### ギオラム・バスカー（竜人）
竜人との言葉の通り、爬虫類から進化した二足歩行型高等生命体。背部に皮膜状の二対の羽を持ち飛行が可能で、男女の性差は微妙な骨格や体格の差等のため、人間にはほぼ判別不可能。声は男女とも人間の若い女性のそれに酷似している。その身体は硬い皮膚に覆われており、身体能力も魔力も人間より強い。変温動物であり寒さに弱く、ファインネル王国など「四季」のある地域では夏場以外はまともに活動できない。南方でのみいくつかの国家を形成して暮らしていたが、領土争いの激化によって皇帝―黄金王（グレア・ギオラム）ジグラドが人間の王国への進攻計画を打ち出す。結果、皇弟―白輝帝（ライラ・ギオラム）ゾムド率いる一団がファインネル王国を奇襲、制圧完了後は王城を中心に気候をコントロールするドーム状の結界を形成して、ギオラムの生息実験を行っている。
ギオラムの伝説によれば、人間に初めて言葉を教えたのは太古の彼らだとされている。　エリの適当な料理が大好物という味覚をしているが、人間からすれば大分エグい・生臭いものらしい。
ラーディー
結界実験都市で暮らす、ギオラムの女学者。奴隷狩りに攫われて競売に掛けられていたエリを、その向こう見ずなキレっぷりを気に入って、お手伝い兼人間研究の題材として衝動買いする。他生物を見下すのが常なギオラムにあって、人間に同じ知的生物としての関心を示して観察している希少な性格で、故に近所では専ら変わり者扱い。実は魔道士としても有能だが破格の魔力を調節するのが苦手で、同居人のエリの名前を覚えているのも苦手（当初は名前をコロコロ変えて呼んでいる）。また、魔力は高いが攻撃系の魔法は使えない。白輝帝（ライラ・ギオラム）ゾムドの古くからの学友でもある。性格は至って温厚でマイペース。天然で鷹揚だが、意見は率直に言う。
青い肌をしているとしか大半の人間には見分けられないが、ギオラム内では絶世の美女で、外出の際はナンパ避けで顔半分を布で覆っている。人間への興味が高じてクルーガー達の街観察で紛れる為に纏った人間の幻術でも、ある誤解から金髪碧眼の清楚系美女として注目を集めていると再会したエリに教えられると、布を復活させている。が、後者の布や人間としての姿、翼はあくまで見えない・感触も誤魔化す幻術によるもので、なくなった訳ではない。エリの機転により人間の街では、ギオラム街で知り合った奴隷仲間で記憶喪失を戻す旅の途中として、互いの本性を明かさずにクルーガー達の世話になるようになる。よってバイザーの気持ちはエリに耳打ちされたものの、種族が違うので何とも想っていない（人間のオスに好意を持たれている、程度）。
白輝帝（ライラ・ギオラム）ゾムド
ファインネル城跡の結界実験都市、また派遣実験軍の総責任者。本国の黄金王（グレア・ギオラム）の皇弟でもあり、名の通りの銀白色の肌をしたギオラム。元より今回の計画には無謀だと反対しており、人間を見縊って何かと強引に事を運ぶ作戦を進言してくる部下には手を焼いている。学者肌の人物ではあるが戦況分析や観察眼にもきちんと優れており、人間側の意図や作戦をギオラム側では大抵真っ先に看破している。しかし元の経歴や、ロッドゥェルらの奇抜な作戦に慎重に対応する点が却って部下の軍人達に｢軍事の素人｣「臆病者」との誹りを招き、報告漏れや内部分裂の原因となっている。
ラーディーとは同じ師匠の下で学んだ旧友で、仕事に行き詰まる度にラーディー宅をお忍びで訪問し、愚痴を零している。その際にエリの知性を目の当たりにし、度重なるクルーガー達の反撃と併せて、人間の可能性に賭けた末に、共存への道を見出す。本国でのジグラドの許可も取り付けた後は、遂にファインネル王家との休戦交渉へ乗り出すが、交渉の場に乱入したベヅァーによって命を落とす。
ベヅァー
結界実験都市の要の1つである白翼の塔を守護する責任者。結界を張るのにも貢献した強力な術者で、1度に3つの魔法を操るエリート魔道士として、ジグラドへの拝謁許可すら降りる程に高位の真白のギオラム。しかし白翼の塔戦でエリの機転により、転送装置を使った強制敗走をさせられて以降、その高いプライドを深く傷付けられてエリへの激しい憎悪を燃やすようになる。エリを嬲り殺して雪辱を果たそうと幾度も執拗に追い回したその妄執は、やがて人間・ギオラムの境を超えた、何者の生死も問わないという無分別な狂気へと突き進んでゆく。
バイルド将軍
結界実験都市の戦闘部隊司令官で、黒色の将軍ギオラム。
学者肌の小心者とゾムドを侮っているが、逆に自らも｢勇猛ではあるが戦術･戦略家としては無能｣と内心で軽蔑されている。実際人間側の戦略や戦術に関してはゾムドの方が正確に予測しており、徐々に面目を失っていく。が、人間を正当に評価出来ない点以外では実直で勤勉、誇り高い軍人として問題のない人物であった。計画への不満とその繊細さから部下達を顧みないゾムドと、部下達の間での折衝やクルーガー達の攻勢に疲れ、ゾムドが人間との休戦交渉を開始したのを期にベヅァーの誘惑に乗ってしまう。
黄金王（グレア・ギオラム）ジグラド
ギオラムの国―ヅェムドの皇帝で、ゾムドの実兄。
家臣には「偉大な皇帝」と崇拝されているが、実は内心では秀才のゾムドに対してコンプレックスを抱いており、｢高位で仕事は忙しいものの、（本国における）実権が殆ど無い｣役職に付ける事を主目的として、ファインネル王国における結界実験計画を強行した。コンプレックス以外に家族としての愛情もあったことを本人も自覚していなかったため、ジグラドがゾムドへの「それ」を自覚した時にはすべてが終わったあとだった。

## 既刊一覧
角川スニーカー文庫 角川書店 挿絵:鈴木雅久
- 日帰りクエスト なりゆきまかせの異邦人(ストレンジャー) 1993年3月1日 ISBN 4-04-414601-2
- 日帰りクエスト2 困ったもんだの囚われ人(プリズナー) 1993年9月1日 ISBN 4-04-414602-0
- 日帰りクエスト3 見物気分の旅行人(トラベラー) 1994年4月1日 ISBN 4-04-414603-9
- 日帰りクエスト4 間違いだらけの仲裁人(メディエター) 1995年4月1日 ISBN 4-04-414604-7

## コミカライズ
作画:南天佑 角川書店 あすかコミックス
- 日帰りクエスト 1 なりゆきまかせの異邦人(ストレンジャー) 1995年3月8日 ISBN 4-04-924496-9
- 日帰りクエスト 2 困ったもんだの囚われ人(プリズナー) 前編 1995年7月7日 ISBN 4-04-924524-8
- 日帰りクエスト 3 困ったもんだの囚われ人(プリズナー) 後編 1995年11月8日 ISBN 4-04-924548-5
- 日帰りクエスト 4 見物気分の旅行人(トラベラー) 前編 1996年6月3日 ISBN 4-04-924600-7
- 日帰りクエスト 5 見物気分の旅行人(トラベラー) 後編 1997年1月13日 ISBN 4-04-924642-2
- 日帰りクエスト 6 間違いだらけの仲裁人(メディエター) 前編 1997年7月7日 ISBN 4-04-924680-5
- 日帰りクエスト 7 間違いだらけの仲裁人(メディエター) 後編 1998年2月1日 ISBN 4-04-924716-X

コミック版オリジナル
- 日帰りクエストすぺしゃる 1 1996年8月17日 ISBN 4-04-924611-2
- 日帰りクエストすぺしゃる 2 1997年10月16日 ISBN 4-04-924698-8